# コールボーイ作戦
コールボーイ作戦 (Operation Callboy) は第二次世界大戦中のイギリス軍の作戦。マルタへの航空機輸送作戦のひとつであるが、そのほかにK部隊のジブラルタルからマルタへの移動や、マルタからジブラルタルへの空荷の商船の移動も行われた。
航空機輸送にあたるH部隊（空母アーク・ロイヤル、戦艦ロドニー、軽巡洋艦ハーマイオニー、駆逐艦コサック、ズールー、シーク、リージョン、フォアサイト、フォレスター、フュリー）は10月16日にジブラルタルを出港。10月18日にマルタへ向けてアーク・ロイヤルからアルバコア11機とソードフィッシュ2機を発進させ、10月19日にジブラルタルに戻った。13機中12機はマルタに着いたが、ソードフィッシュ1機が行方不明となった。
K部隊（軽巡洋艦オーロラ、ペネロピ、駆逐艦ランス、ライヴリー）は10月21日にマルタに到着した。また、マルタからそれぞれ単独で出港した5隻の商船は、3隻がジブラルタルに着き、1隻は引き返し、残り1隻は撃沈された。